# 沙尔兴
沙尔兴是奥地利上奥地利州因河畔布劳瑙县的一个市镇。总面积41平方公里，总人口3585人，人口密度87.4人/平方公里（2005年）。